# 제1육전사단
육전 제1사단(중국어 정체자: 陸戰第一師)은 중화민국 해군육전대의 옛 사단이다.

## 역사
1955년 1월, 가오슝시 쭤잉구에서 해군육전대 제2여단 및 육군 제45사단을 병합하고 육전대 제1사단을 편성하였다.
1975년, 육전대 제36사단으로 개명하였다.
1976년 8월 육전대 제66사단으로 개명하였다.
1979년 8월, 타이중칭촨강 공항으로 이사하였다.
1998년 8월,  중화민국 국군의 전략을 공격에서 방어로 바꾸는 징시안에 따라 사단을 해군육전대 육전여단으로 감편하였다.

## 부대
타이중현 칭취안강에 주둔하고 있던 당시의 제66육전사단의 전투 서열은 다음과 같다:

### 예하부대
- 제653연대 (가강보병) 加強步兵團→가강보병연대 독립보병연대였다가 사단으로 편입함, 타이중
  - 직할중대: 연대 본부중대, 방공반장갑중대, 박격포중대 등
  - 제309대대, 타이중
  - 제310대대, 타이중
  - 제311대대, 타이중
- 제654연대 (보병)
  - 제312대대, 타이중
  - 제313대대, 동샤섬
  - 제314대대, 우추향
- 제655연대 (동원보병): 중추부대로서 전시에 동원되는 부대
  - 직할중대: 연대 본부중대, 전투방어중대 박격포중대, 통신중대
  - 제315대대: 교육 및 소집대대.
  - 제316대대: 사단 사격장 관리대대였다.
  - 제317대대: 사단 신병교육대대였다.
- 제656연대 (포병): 포병연대로서 제318, 319대대, 320대대, 312대대 모두 타이중에 주둔했었다.

### 직할부대
- 중대
  - 사단 본부중대, 타이중
  - 제40방공포병중대, 쑤아오진
  - 경위중대
  - 화학병중대
  - 징첸중대: 매년 편성하는 물리적 전투능력경영부대.
- 대대
  - 제301대대 전차
  - 제302대대 양서정찰
  - 제303대대 공병
  - 제304대대 해안근무 민국 73년에 99사 404대로 편입했다가, 육전대사령부 직속 652연대 99대대로 편입.
  - 제305대대 통신작업
  - 제306대대 운송
  - 제307대대 보급보수
  - 제308대대 경무대(군사경찰)

## 계보
- 1955년 1월, 陸戰隊第一師→육전대 제1사단
- 1975년, 陸戰隊第三十六師→육전대 제36사단
- 1976년 8월, 陸戰隊第六十六師→육전대 제66사단

## 같이 보기
- 육전 제2사단/제66사단, 육전99여단의 이전 부대.
- 육전 제77사단, 옛 육전 제77여단이었던 방공경위군의 번호 유래.